# Street Warriors
Street Warriors è un videogioco picchiaduro a scorrimento pubblicato nel 1989 per Commodore 64 dalla Silverbird, etichetta a basso costo della Telecomsoft. Il giocatore controlla un combattente da strada e deve ripulire la città da una banda criminale, nello stile di Double Dragon o Target Renegade in versione semplificata.

## Modalità di gioco
Il gioco si svolge con visuale isometrica e scorrimento orizzontale nei due sensi. Il personaggio può camminare nelle quattro direzioni e colpire verso destra e sinistra, sferrando pugni alti, pugni bassi o calci.
Ha una barra dell'energia e più vite; alla perdita di una vita cade, ma si può rialzare all'istante e riprendere con l'energia della vita successiva senza interruzioni.
I nemici sono tutti uomini della banda a mani nude, differenti solo per il colore dei vestiti e per essere calvi, con capelli o barba e capelli. Dal secondo livello alcuni sono armati di spranga, della quale si può impadronire anche il giocatore. Sconfitti tutti i nemici si deve raggiungere un sacco di bottino per passare al livello successivo. C'è un limite di tempo complessivo per l'intera partita.
I nemici eliminati lasciano un portafogli, da raccogliere per accumulare crediti. Tra un livello e l'altro appare un menù dove i crediti si possono spendere a scelta per ottenere più punteggio (rappresentato da denaro), più tempo, più energia, oppure una costosa bomba.
Ci sono cinque livelli: il cimitero, il parco, due livelli nelle vie della città, e infine il magazzino. In quest'ultimo è presente solo il boss, che lancia bottiglie da evitare lungo il percorso. Per eliminarlo e terminare il gioco è necessaria la bomba, pertanto si deve cercare di risparmiare crediti per acquistarla.